# الوجه الآخر (مسلسل 2020)
الوجه الآخر مسلسل درامي، مصري من إنتاج سنة 2020. المسلسل من إخراج سميح النقاش، وتأليف فداء الشندويلي، ومن بطولة ماجد المصري، و‌نسرين طافش، و‌مادلين طبر، و‌ندى موسى.

## القصة
تدور الأحداث حول يحيى (ماجد المصري) وسارة (نسرين طافش) اللذان يواجها صعوبة في الإنجاب، وضغط عالية على يحيى لتوريطه بعلاقة غرامية معها، وبدء سارة رحلتها للبحث عن أختها فرح (ندى موسى) بعد تعرض والدهما للإغتيال بواسطة مجهول.

## طاقم التمثيل
- ماجد المصري
- نسرين طافش
- مادلين طبر
- ندى موسى
- محمد درويش (ممثل)
- أحمد سعيد عبد الغني
- محمد علي رزق
- رانيا شاهين
- حنان سليمان
- مفيد عاشور
- أيمن عزب
- مها حسن
- دنيا المصري
- كريم العمري
- كريم عبد الخالق
- مصطفى حشيش
- أحمد فهيم
- أحمد إمام
- عزة مجاهد
- هاجر الشرنوبي
- أحمد خليل
- هدى الإتربي
- إسلام حافظ
- أحمد سلامة
- هبة الأباصيري
- محمد ناصر
- عماد رشاد
- وائل سامي

## إنتاج
كتب فداء الشندويلي قصة وسيناريو المسلسل. وكان المسلسل من إخراج سميح النقاش وإنتاج تامر مرسي.

## روابط خارجية
مسلسل الوجه الآخر علي موقع - قاعدة بيانات الأفلام العربية